# Кумано хонгу тайся
Кумано хонгу тайся (яп. 熊野本宮大社), упрощённо Хонгу (本宮); ранее называлось также Кумано-ни-масу-дзиндзя (熊野座神社) — синтоистское святилище, расположенное в горах недалеко от городов Сингу и Танабе.
Оно входит в число «Трёх священных гор Кумано» (яп. 熊野三山), другие два синтоистских святилища — Кумано хаятама тайся (яп. 熊野速玉大社) и Кумано нати тайся (яп. 熊野那智大社).
Кумано хонгу тайся считается главным святилищем для 3000 кумирен, рассредоточенных по всей Японии.

## История
По преданию, святилище построено во времена императора Судзина (97 - 30 гг. до н.э.). Согласно документам сюгэндо, датированным XII веком, храм был основан монахом Дзэндо в VII веке.
Первое упоминание о кумирне датируется 859 годом.
Паломничества к святым горам были распространены среди здешних аскетов начиная с периода Хэйан. В IX веке ушедшие на покой императоры Сэйва (850–81) и Уда (867–931) начали традицию паломничества аристократов в Кумано, оно стало особенно популярным благодаря императору Сиракава (1053–1129), посетившему Хонгу 24 раза в свою бытность инсэем. Правившие позже императоры Тоба и Го-Сиракава также многократно посещали храм. За многокилометровые процессии эту традицию в литературе называли «паломничество муравьёв в Кумано». С прекращением императорской поддержки святилищ в XIII веке паломничество стало важным источником дохода местных храмов. Для привлечения паломников храм распространял истории о чудесах, иллюстрированные свитки и «паломнические мандалы». В эпоху Эдо оно стало массовым, в связи с чем говорили «семь раз в Исэ, три раза в Кумано».
Прежде святилище располагалось на песчаной отмели (Ою-но хара) в месте, где сходятся реки Кумано-гава, Отонаси-кава и Ивата-кава. В 1889 году наводнение сильно повредило постройки, которые были возведены заново на близлежащем возвышении в 1891 году. При этом, паломнические тропы Кумано-кодо до сих пор сходятся у Ою-но хара.
С 1871 по 1946 год святилище было официально причислено к кампэй-тайся (яп. 官幣大社 большие императорские храмы) — высшей категории поддерживаемых государством святилищ.

## Мифология
Синтоистские традиции святилища тесно связаны с мифологией древних сборников Кодзики и Нихон-сёки. Согласно Нихон-сёки, в Кумано была погребена Идзанами (по Кодзики это произошло в Идзумо). Главное божество, которому поклоняются в храме - Кэцумико-но оками - считается воплощением Сусаноо.
В средневековье храмы Кумано стали, наряду с Ёсино и Коя-сан, одним из центров синто-буддистских синкретических практик. Для изображения области Кумано использовалась тайдзокай-мандала. Местные ками считались воплощением Будды Амиды, особо почитаемого школой Чистой Земли. Её проповедник монах Иппэн получил откровение от ками Кумано, что любому, в чьём распоряжении окажется амулет с мантрой нэмбуцу, гарантировано попадание в западный рай Амиды.
Во всём комплексе имеется большое количество малых кумирен, посвящённых другим божествам, в том числе и буддийским идамам. В частности, там обитают водные духи Мидзу-цу-химэ (в кумирне Таки-химэ-дзиндзя), Ваку-Мусуби-но-ками и Мидзу-ха-но-мэ (рождённого из мочи Идзанами), дух глины Хани-ясу-химэ и другие духи.
В кумирне Цуку-ёми-дзиндзя обитают Аматэрасу и Цукиёми. В кумирне Убута-дзиндзя обитает ара-митама Идзанами.
Духов сопровождает трёхногая небесная ворона Ятагарасу, которая обитает в кумирне Ятагарасу-дзиндзя под именем Камо-но такэцу-нуми-но микото. Три ноги символизируют три клана Кумано, а также три доблести Сусаноо. По легенде Ятагарасу спасла императора Дзимму, который заблудился в горах. Ятагарасу считается переносчицей новостей. 7 января по лунному календарю в главном дворце хайдэн происходит церемония Хоинсиндзи. При этом повсюду вывешиваются изображения Ятагарасу, которые потом распространяются по всей стране.

## Архитектура
На месте старого храма, снесённого наводнением, в 2003 году были воздвигнуты самые высокие в Японии тории (34 метра).
Чтобы добраться до нынешнего святилища, посетители должны предолеть 158 ступенек. Перед главными воротами (симмон) расположен павильон для омовения  - тэмидзуя. Короткий путь сандо ведёт к хайдэну, справа от которого находятся ворота, ведущие во внутреннюю часть храма. Главные здания святилища выстроены в ряд за забором. Крупнейшее из них - аидоно или ниси-годзэн,- размером 5х4 пролёта, посвящено Кумано-мусуби и Мико-хаятама. Два небольших строения (сёдзёдэн), следующие за ним, посвящены Кэцумико-но оками, а четвёртое (няку итиодзи) - Аматэрасу.
Здания построены  в стиле кумано-гонгэн-дзукури, сочетающим стили касуга-дзукури и тайся-дзукури. При постройке использовалось необработанное дерево; крыши, тиги и кацуоги покрыты корой кипариса. Перед каждым святилищем в заборе есть ворота, перед которыми верующие могут молиться соответствующему божеству.

## Мацури
Главный мацури (храмовый праздник) Хонгу проводится 13–15 апреля и призван обеспечить богатый урожай. 13 апреля проводится церемония Юнобори-синдзи («очищение горячей водой»), во время которой 12 синтоистских жрецов и их сыновей проходят ритуальное очищение водами Юноминэ-онсэна, а после в традиционных одеждах проходят по Кумано-кодо до Ою-но хара под звуки барабанов. Считается, что ками вселяются в мальчиков на время праздника, поэтому на их лбах рисуют иероглиф дай (яп. 大, «большой»), а отцы несут их на плечах, чтобы те не соприкасались с землёй.
15 апреля паланкин микоси с синтаем Идзанами жрецы, ямабуси и мико несут в Ою-но хара, после чего проводятся ритуальные танцы и церемония посадки риса. Кроме этого, ямабуси проходят по огню и  сжигают дощечки с пожаланиями верующих.

## Изображения

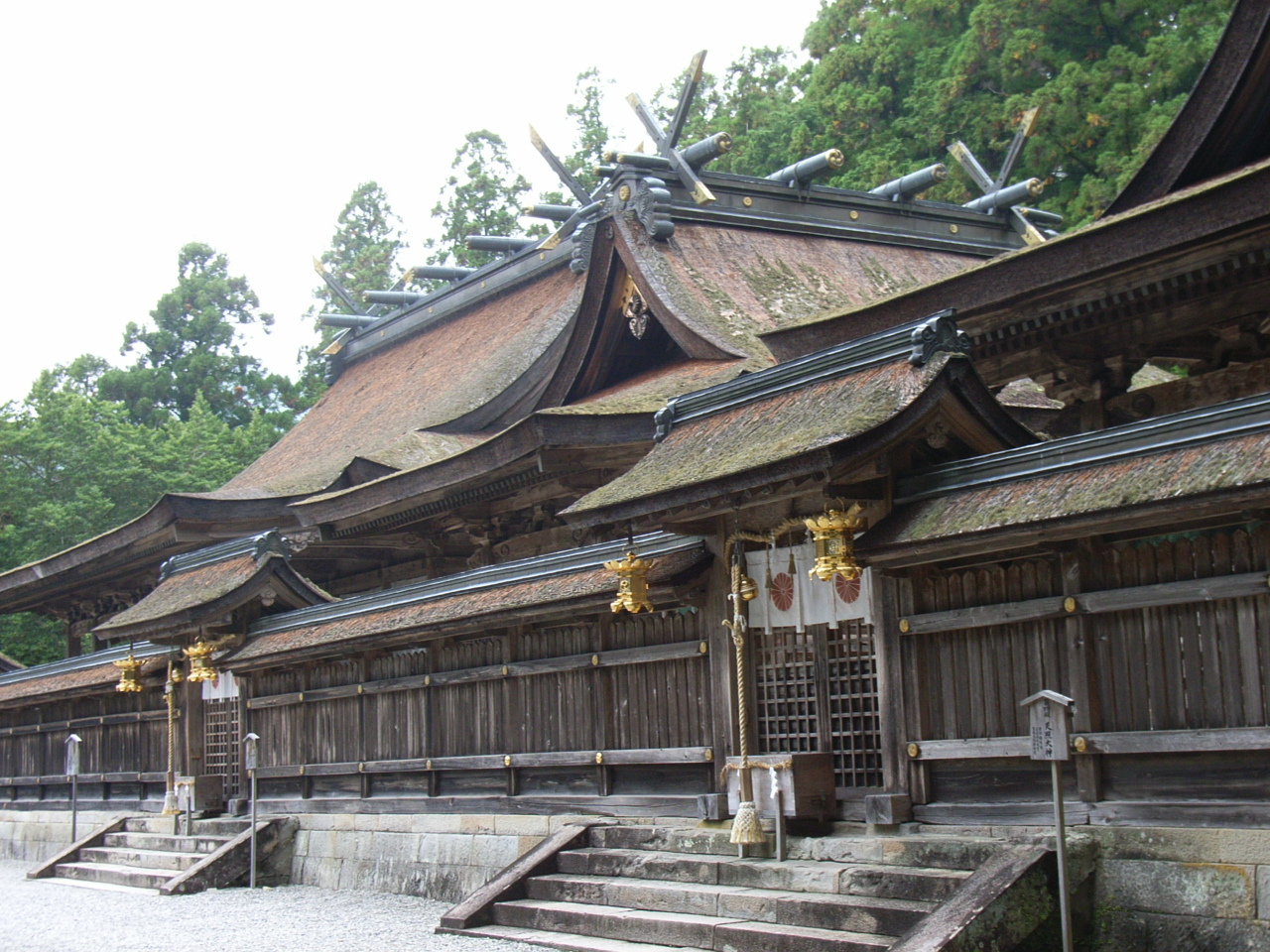
Основное святилище
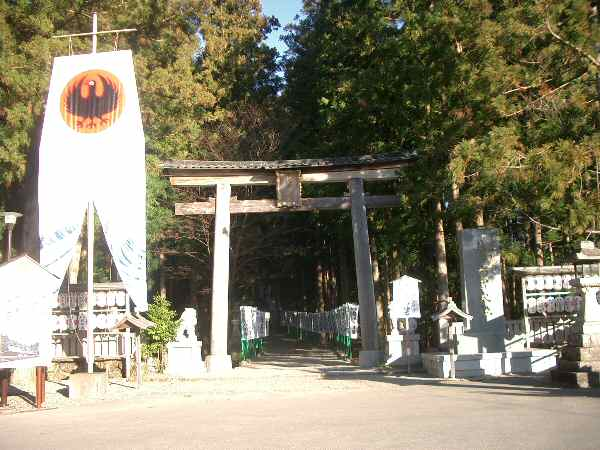
Тории святилища с трёхногой вороной Ятагарасу на флагах
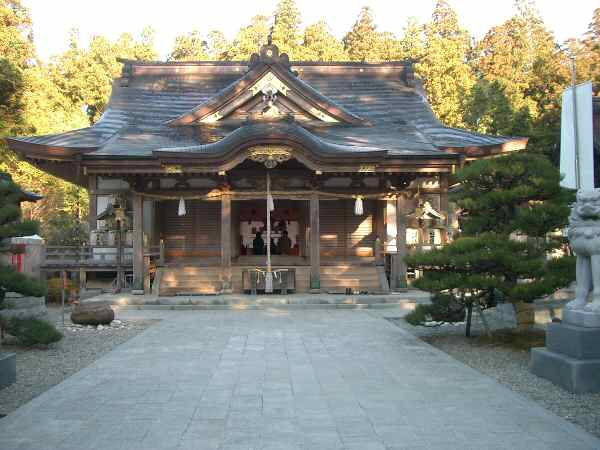
Зал церемоний
Ятагарасу